# Etiopsko-somalijska wojna graniczna (1982)
Etiopsko-somalijska wojna graniczna w 1982 – konflikt trwający od czerwca do sierpnia 1982 na terytorium Somalii. Rozpoczął się, gdy w czerwcu 1982 rebelianci z ugrupowania Demokratycznego Frontu Ocalenia Somalii (z etiopską pomocą) przeprowadzili atak na Somalię, zajmując kilka miast. Wojna zakończyła się klęską najeźdźców, dzięki militarnemu wsparciu Somalii przez Stany Zjednoczone.